# Basilique Saint-Epvre de Nancy
Pour les articles homonymes, voir Epvre.
La basilique Saint-Epvre de Nancy [sɛ̃.t‿ɛvʁ] est une basilique mineure de style néogothique rayonnant construite au XIXe siècle par l'architecte Prosper Morey en pierre d'Euville.

## Situation et accès
Elle est située place Saint-Epvre, à Nancy, dans la Vieille-Ville.

## Origine du nom
La basilique, troisième église construite à cet emplacement depuis la fondation de la paroisse Saint-Epvre en 1080, est dédiée à Èvre de Toul (saint Epvre), évêque de Toul, dont des reliques sont conservées dans une châsse dans le maître-autel. Elle est parfois dénommée Saint-Épure jusqu'à la fin du XIXe siècle.

## Historique
Le duc Thierry II de Lorraine établit l'église paroissiale en 1080. Entre 1436 et 1451, l'édifice est entièrement rebâti dans le style gothique flamboyant, dont le clocher servait également de tour de garde puisqu'il était le point le plus haut de la ville médiévale.

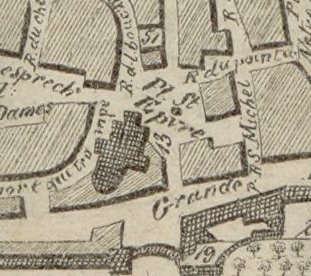
Le plan de la ville de Nancy en 1838.
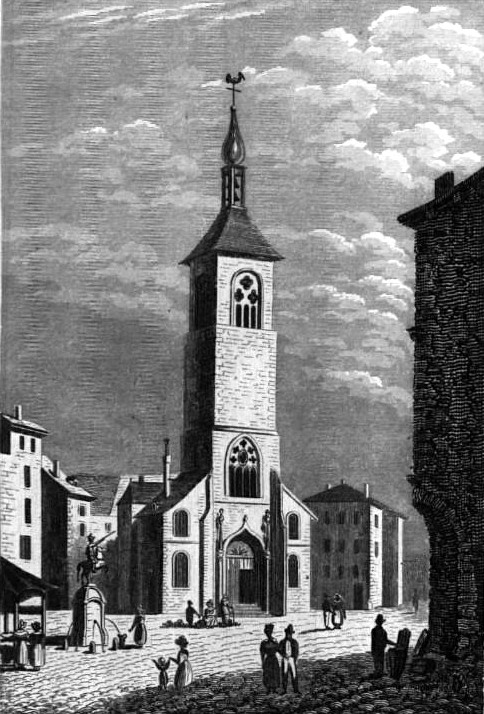
Le plan et sa façade.
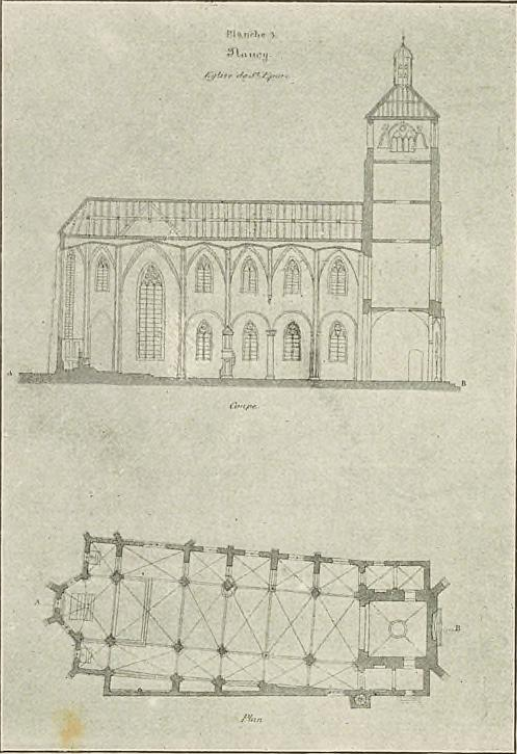
Ancienne église, dessinée par Ernest Grille de Beuzelin.

La construction d'une nouvelle église dans la seconde moitié du XIXe fait l'objet d'un concours ouvert en 1862, jugé par une sous-commission à Nancy puis par la Commission des Bâtiments Civils à Paris. Cette dernière compte alors parmi ses membres Alphonse de Gisors et Hector-Martin Lefuel. C'est le projet de Prosper Morey, pourtant retiré du concours par l'architecte, qui est retenu.
L'église est démolie en 1863, le clocher-tour qui devait-être intégré à la nouvelle église ne lui survivra que quelques années avant de disparaître à son tour en 1867. La première pierre est posée en mai 1864 après que les fondations soient creusées et remplies dès 1863. En 1865, Joseph Trouillet se charge de recueillir des dons pour financer la construction de ce prestigieux projet, il a notamment le soutien de François-Joseph Ier d'Autriche qui visite le chantier le 22 octobre 1867 avec ses deux frères l'archiduc Charles-Louis d'Autriche et de l'aristocrate Louis-Victor de Habsbourg-Lorraine. Fort de ce soutien, monseigneur Trouillet sollicite aussi celui de Napoléon III et gagne ceux de l'ancienne noblesse lorraine... tant et si bien qu'il hérite du surnom de « roi des mendiants et mendiants des rois ». L'église est consacrée en 1871 par l'évêque de Nancy Joseph-Alfred Foulon.
Le 26 novembre 1874, l'église est élevée au rang de basilique mineure par le pape Pie IX. La construction de l'édifice est achevée en 1875.
Durant la Première Guerre mondiale, la basilique Saint-Epvre est touchée par des bombardements. Dans la nuit du 25 au 26 septembre 1914 un dirigeable allemand lance dix-huit bombes sur la Vieille-Ville, endommageant gravement l'édifice en détruisant la toiture par endroit ainsi qu'une partie des vitraux.
En septembre 1916, le curé Trouillet fait ajouter une plaque à la mémoire de Prosper Morey dans la basilique.
En 1996, la paroisse est confiée à la congrégation de l'Oratoire de Saint Philippe Néri.
La basilique Saint-Epvre est classée monument historique depuis 1999. L'effet conjugué de la tempête de décembre 1999 et de la pollution oblige à d'importants travaux de restauration depuis plusieurs années.
En décembre 2012 a lieu, en la basilique, la célébration du mariage de l'archiduc Christophe de Habsbourg-Lorraine (né en 1988), fils de Charles-Christian de Habsbourg-Lorraine et descendant des ducs de Lorraine, avec Adélaïde Marie Beatrice Drapé-Frisch (née en 1989).
Le 15 décembre 2013, au cours d'une messe pontificale, une relique du bienheureux Charles Ier de Habsbourg-Lorraine est transférée dans la basilique.

## Reconstruction de l'édifice par Prosper Morey

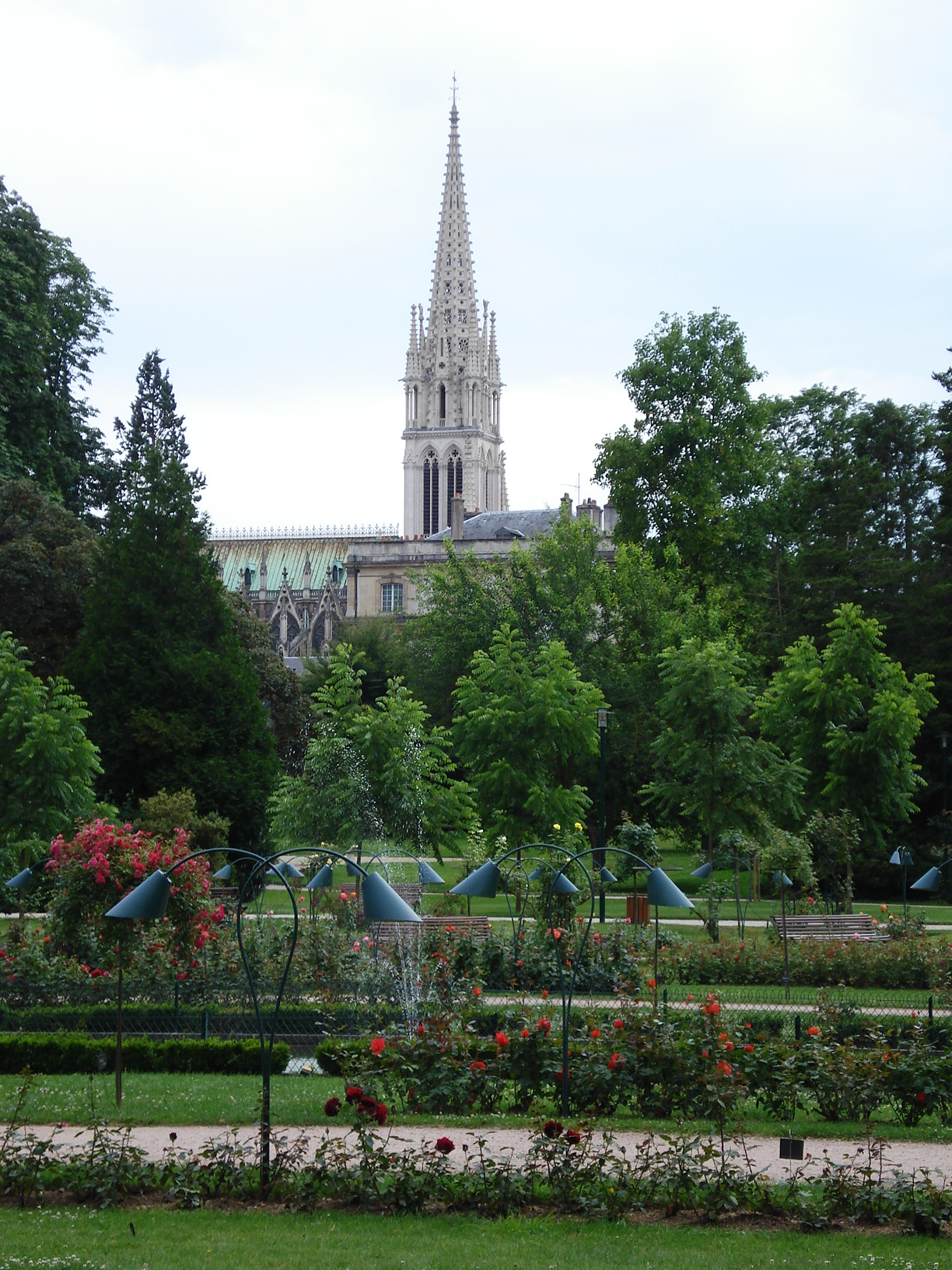
Vue depuis le parc de la Pépinière.

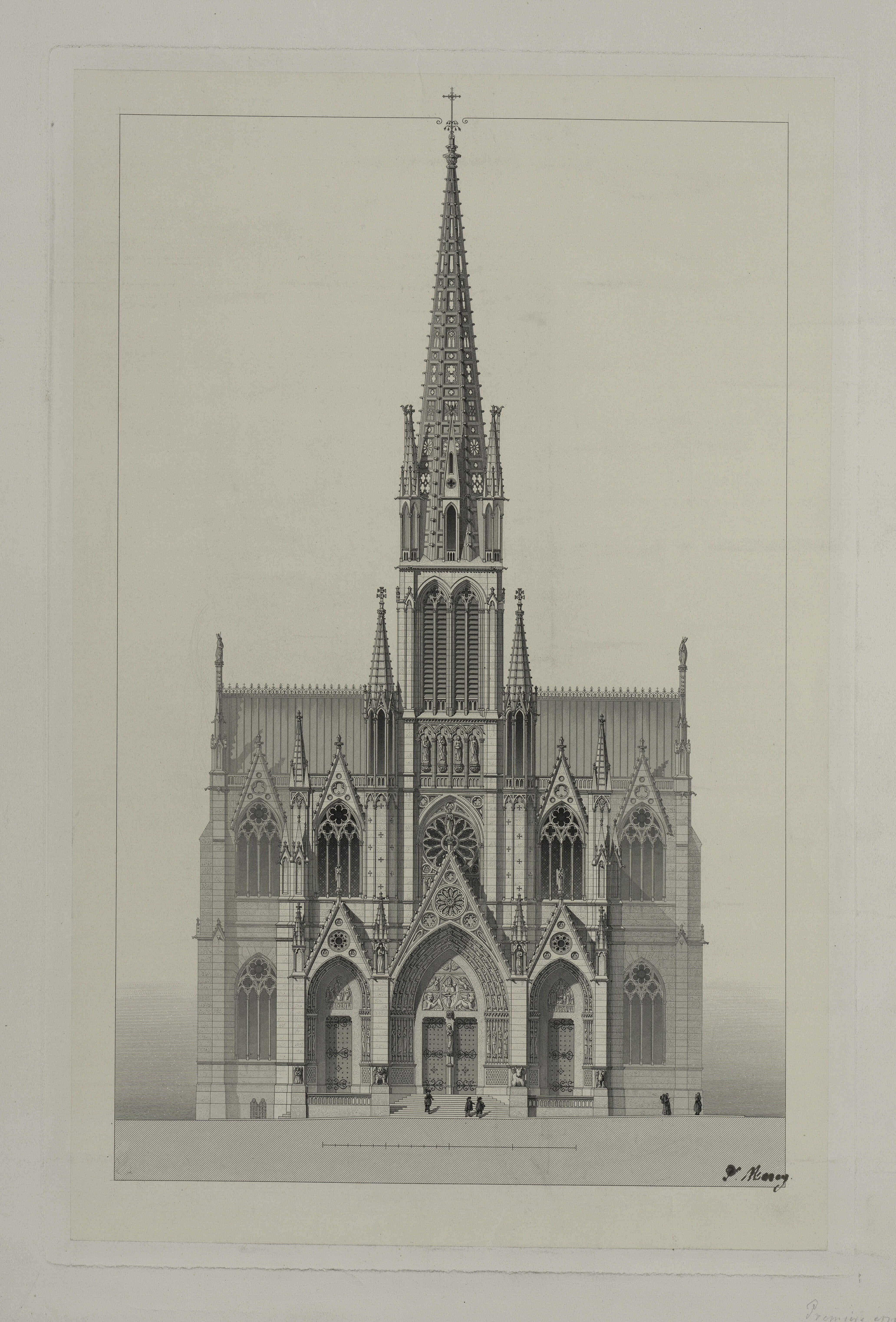
Gravure de la basilique Saint-Epvre de Nancy. À l'encre en bas à droite, « Pr Morey ».

Le projet de faire reconstruire la basilique dans un style néogothique ne fait pas l'unanimité, et des critiques paraissent avant même le lancement du concours. Les détracteurs du projet lui reprochent surtout le choix du néogothique, raillé par un ouvrage polémique en 1859 :
« Et maintenant veut-on la recette d'un édifice ogival au XIXe siècle ? La voici : une dose infinitésimale du style à lancettes, de l'ogival rayonnant, beaucoup de flamboyant, quelques bribes Renaissance. Mêlez le tout, après force tâtonnements coûteux et vous arrivez à un résultat scandaleux, un monstre de plus est né ».

Dans le cadre du concours de 1862, on compte parmi les participants connus Léopold Gigout, Louis Sainte-Marie Perrin et Prosper Morey. Des neuf projets proposés aux membres du jury, c'est le numéro 6, soumis par Léopold Gigout, qui remporte la médaille d'or du concours et une prime de 2000 francs. Cependant, le règlement permet au conseil municipal de faire exécuter l'édifice par l'architecte de son choix. C'est donc Prosper Morey qui est choisi par le maire, le baron Henri Buquet, fervent admirateur de son travail. Le projet est adopté le 19 avril 1863 sur l'approbation du Conseil des Bâtiments Civils de Paris et Prosper Morey présente ses plans d'architecture de la basilique Saint-Epvre au Salon des Beaux-Arts de 1863.
N'acceptant pas son éviction, Léopold Gigout est à l'origine d'une polémique sur la décision de sélectionner le projet de Prosper Morey. Il est notamment l'auteur d'un ouvrage qu'il publie en 1891 après la mort de son concurrent : La vérité sur la reconstruction de la basilique de Saint-Epvre à Nancy. Revue rétrospective sur le concours et l'exécution des travaux qui a suivi. Dans ce livre, Gigout accuse Morey d'avoir exécuté des plans en amont du concours. En effet, des plans pour la reconstruction de la basilique sont exécutés par Prosper Morey dès 1855. Surtout, il accuse son rival d'avoir plagié, pour le dessin de la façade, les travaux de l'architecte Jacques-Eugène Barthélémy pour le sanctuaire de la basilique Notre-Dame de Bonsecours à Rouen. Cette vive polémique oppose les deux grandes sociétés d'architectes de Nancy : la Société des Architectes de l'Est de la France, défendant l'honneur de Morey, et la Société Régionale des Architectes de l'Est de la France, présidée par Gigout. Le fils de l'architecte Barthélémy finit cependant par reconnaître que « les agencements des deux édifices, bien qu'empruntés à la même époque ogivale, ne sont pas entièrement similaires ».
Lors des travaux de fouilles liés à la construction des fondations du nouvel édifice, Prosper Morey envoie des notes à la Société d'archéologie et du Comité du musée Lorrain afin de faire part de certaines découvertes. Il indique y avoir trouvé des pierres tombales recouvertes d'écritures hébraïques ainsi que des bustes en pierre représentant Adam et Ève, éléments qu'il confie au musée Lorrain. Prosper Morey fait également don au musée du coq qui surmontait le clocher de l'ancienne église
L'orientation du nouvel édifice change par rapport au précédent. Si l'ancienne église s'étend, comme le veut la tradition, d'ouest en est, le portail de Morey est dirigé vers le Nord. Les travaux sont exécutés à partir des plans de Morey par Claude Jacquemin, père de l'architecte messin Rémy-Édouard Jacquemin qui contribue également aux travaux. À cet effet, Claude Jacquemin reçoit la décoration de l'ordre impérial de François-Joseph d'Autriche en 1867 avant d'être nommé chevalier de l'Ordre pontifical de Saint-Sylvestre trois ans plus tard.
Des notes trouvées dans les cartons de Prosper Morey explicitent le projet de l'architecte :
« La pensée dominante dans la composition ayant été de remplir les convenances voulues du culte et du symbole de la religion chrétienne, le plan a la forme d'une croix latine pour rappeler l'instrument du supplice et de la mort de Jésus-Chris; les chapelles autour du choeur forment une auréole sur sa tête ».
Le reste du programme voulu par Prosper Morey s'inspire également de multiples références et symboliques religieuses : le fronton du porche comme symbole de la Trinité, la tour comme symbole de la liturgie ecclésiastique et spirituelle, tandis que la flèche rappelle l'autorité papale.

## Architecture

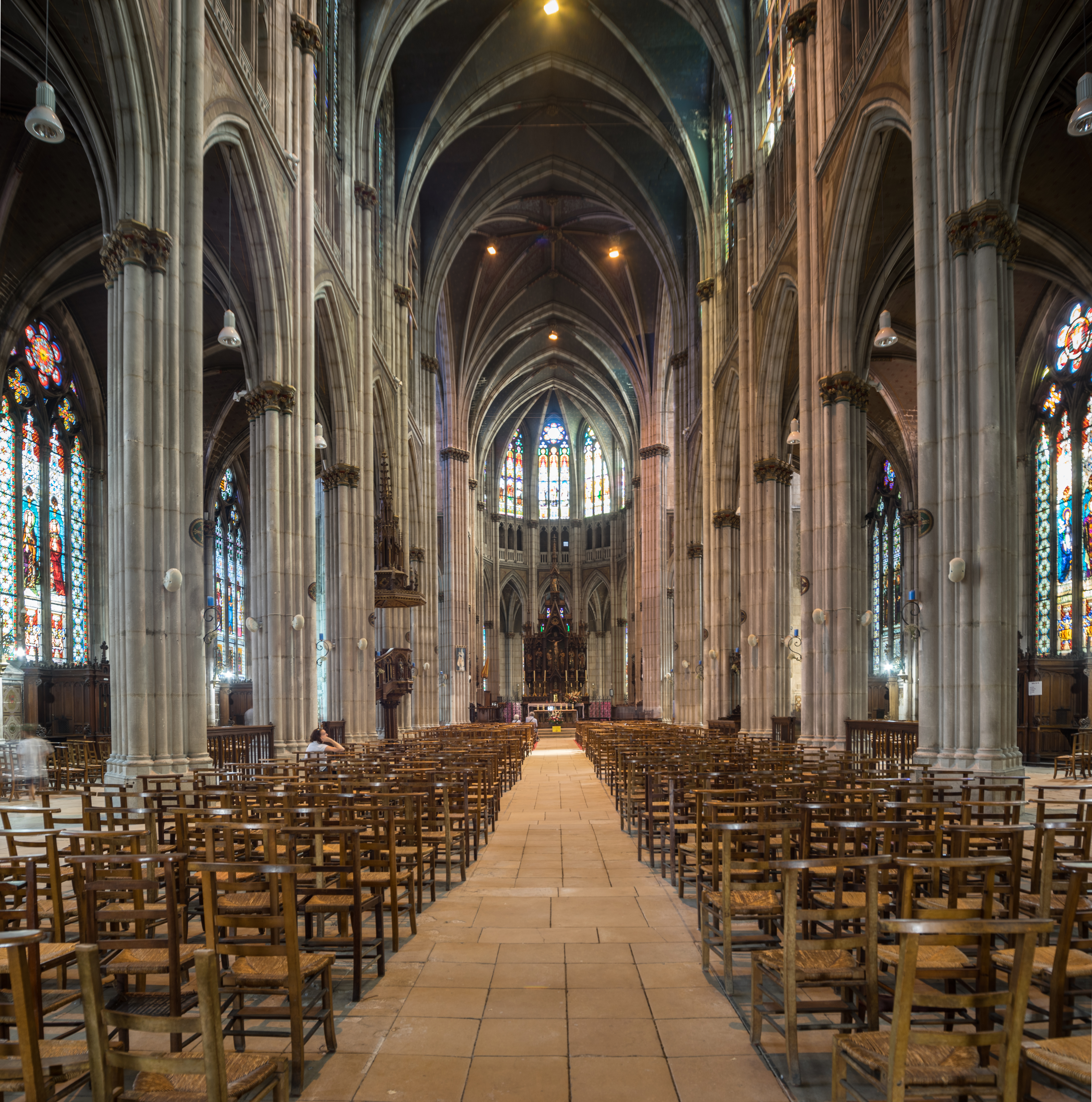
L'intérieur.

Prosper Morey, l'architecte désigné pour reconstruire l'édifice, choisit un style néogothique qui permet une très bonne intégration dans le centre historique de Nancy.
La basilique est construite dans le style néogothique à lancette et présente des proportions honorables : la flèche pointe à 87 m, la nef mesure 84 m de long, et a une hauteur sous voûte centrale à 24 m. Le projet reçut d'ailleurs les louanges de l'architecte Eugène Viollet-le-Duc.
L'escalier monumental du parvis est un don de l'empereur François-Joseph Ier d'Autriche, héritier des maisons d'Autriche et de Lorraine ainsi que les vitraux le représentant avec son épouse (figurés sous les traits de saint François d'Assise et de sainte Élisabeth - la verrière a été détruite par le souffle d'un obus lors de la Première Guerre mondiale ; elle fut remplacée par les figures de saint Epvre et sainte Odile symbolisant la Lorraine et l'Alsace réunies). Napoléon III et l'impératrice des Français Eugénie de Montijo offrirent également des vitraux (saint Louis et sainte Eugénie ; les armes de l'Empire français couronnant la composition).
82 verrières, dues aux ateliers viennois de C. Geyling, sont posées entre 1867 et 1877. Cette commande, exceptionnellement adressée à un atelier étranger, s'explique par les liens entretenus par l'abbé Trouillet avec l'Empereur d'Autriche. Deux autres verrières sont ajoutées par le verrier lorrain Maréchal. En tout, la surface des vitraux dépasse les 2 300 m2. La guerre de 1870 ralentit l'achèvement des verrières, et la Première Guerre mondiale en endommage la moitié : le maître verrier Jacques Gruber est chargé de la reconstitution et de la restauration.
La nef est décorée de peintures sur toiles marouflées et de mosaïques feintes. Les autels et boiseries sont d'origine française (atelier Klein à Colmar) mais surtout allemande (ateliers Margraff à Munich).
Dans le chœur, Pie IX a offert 25 m2 d'un dallage de couleur verte provenant de la Via Appia à Rome. Le maître-autel est l'œuvre du sculpteur alsacien Théophile Klem.

## Orgues

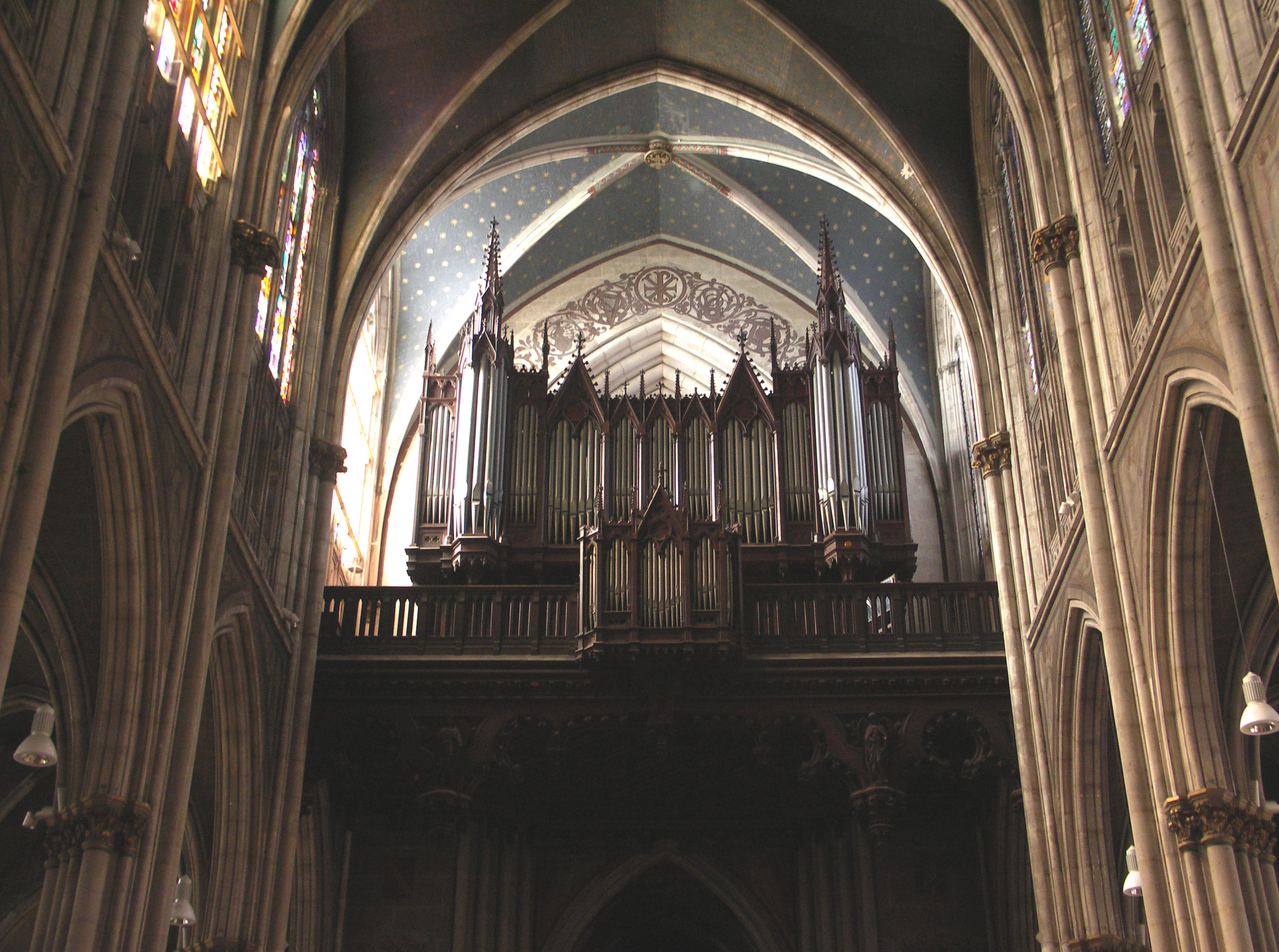
Grand orgue Merklin-Schütze de la basilique Saint-Epvre de Nancy - l'excellence de cet instrument, reconnue lors de sa présentation à l'Exposition Universelle de Paris en 1867, valut à Joseph Merklin le titre de chevalier de la Légion d'honneur.

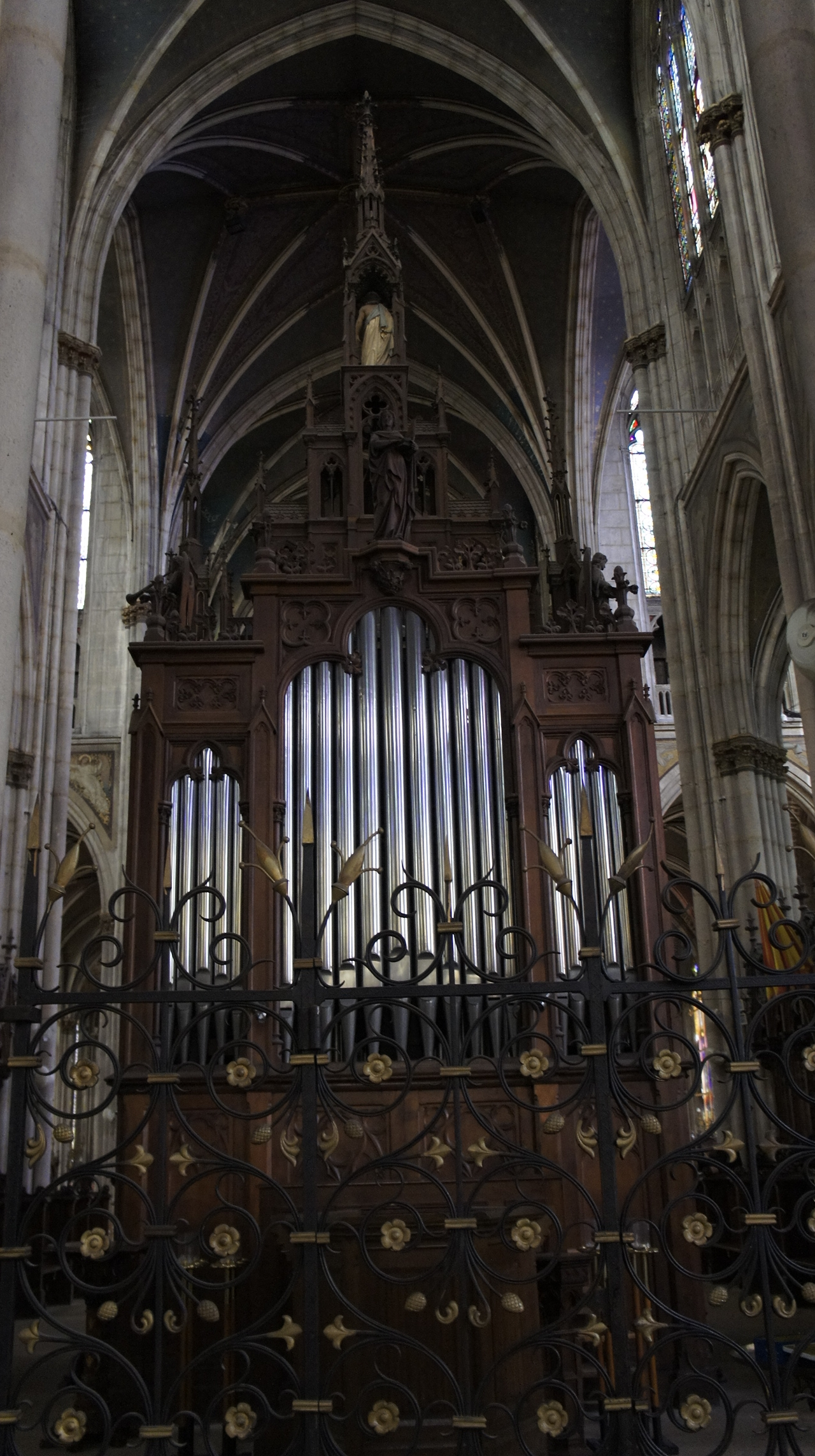
L'orgue du chœur.

Les orgues de l'ancienne Saint-Epvre furent revendues pour l'église de Dannelbourg.
Les grandes orgues néogothiques (tribune) furent construites par le facteur d'orgues Joseph Merklin (société « Merklin-Schütze ») et inaugurées par Anton Bruckner. Cet orgue fut récompensé par une médaille d'or à l'Exposition Universelle de Paris, en 1867 où il a été joué par la plupart des grands organistes parisiens. Comme le reste de l'édifice, le dessin et l'architectonie du buffet ont été conçus par Prosper Morey.
L'orgue a été restauré en 1992 par la Manufacture Lorraine de Grandes Orgues Hærpfer, sous les auspices de la  commission nationale des monuments historiques (CNMH). Lors de ces travaux la soufflerie complémentaire (pour pallier les manques de vent) ajoutée dès la fin du XIXe siècle ― plus précisément entre 1877 et 1893 par Jean Blési ― a été supprimée, ainsi que les compléments de trois notes aiguës de Pédale (pour passer le pédalier de 27 à 30 notes) et un jeu de Bourdon 8’ (Pédale) posés en 1926 par Théodore Jacquot.
L'orgue de tribune de Saint-Epvre est, avec le grand orgue Cavaillé-Coll de la Cathédrale Notre-Dame-de-l'Annonciation de Nancy, le Dalstein-Haerpfer de l'église Saint-Sébastien de Nancy et le Didier de l'église Saint-Nicolas de Nancy, l'un des grands représentants de la facture d'orgue symphonique à Nancy.
| I Positif intérieur C–g3 |                  |     |
| 1.                       | Bourdon          | 16′ |
| 2.                       | Principal        | 8′  |
| 3.                       | Rohrflûte        | 8′  |
| 4.                       | Salicional       | 8′  |
| 5.                       | Gambe            | 8′  |
| 6.                       | Prestant         | 4′  |
| 7.                       | Flûte harmonique | 4′  |
| 8.                       | Clochette II     | 8′  |
| 9.                       | Trompette        | 8′  |
| 10.                      | Clarinette       | 8′  |

| II Grand Orgue C–g3 |                  |     |
| 11.                 | Principal        | 16′ |
| 12.                 | Bourdon          | 16′ |
| 13.                 | Montre           | 8′  |
| 14.                 | Bourdon          | 8′  |
| 15.                 | Flûte harmonique | 8′  |
| 16.                 | Dulciana         | 8′  |
| 17.                 | Gambe            | 8′  |
| 18.                 | Prestant         | 4′  |
| 19.                 | Flûte octaviante | 4′  |
| 20.                 | Quinte-Flûte     | 3′  |
| 21.                 | Fourniture V-VI  |     |
| 22.                 | Grand Cornet V   |     |
| 23.                 | Bombarde         | 16′ |
| 24.                 | Trompette        | 8′  |
| 25.                 | Clairon          | 4′  |

| III Récit expressif C–g3 |                  |     |
| 26.                      | Bourdon          | 8′  |
| 27.                      | Flûte harmonique | 8′  |
| 28.                      | Gambe            | 8′  |
| 29.                      | Voix céleste     | 8′  |
| 30.                      | Flûte octaviante | 4′  |
| 31.                      | Flageolet        | 2′  |
| 32.                      | Basson           | 16′ |
| 33.                      | Trompette        | 8′  |
| 34.                      | Basson-Hautbois  | 8′  |
| 35.                      | Voix humaine     | 8′  |

| Pédale C–d1 |              |     |
| 36.         | Soubasse     | 32′ |
| 37.         | Grosse Flûte | 16′ |
| 38.         | Soubasse     | 16′ |
| 39.         | Octavebasse  | 8′  |
| 40.         | Violoncelle  | 8′  |
| 41.         | Flûte        | 4′  |
| 42.         | Bombarde     | 16′ |
| 43.         | Trompette    | 8′  |
| 44.         | Clairon      | 4′  |

La basilique dispose également d'un « orgue de chœur » aussi construit par Joseph Merklin. Cet instrument a longtemps été inutilisable car un sans domicile l'avait transformé en abri de fortune, abîmant considérablement la tuyauterie. Cet instrument a été restauré en 2009 par les facteurs d'orgues Jean-Baptiste Gaupillat et Laurent Plet.
L'instrument comporte deux claviers avec la composition suivante : 
| I Grand Orgue C–g3 |            |     |
| 1.                 | Bourdon    | 16' |
| 2.                 | Montre     | 8'  |
| 3.                 | Bourdon    | 8'  |
| 4.                 | Salicional | 8'  |
| 5.                 | Prestant   | 4'  |
| 6.                 | Trompette  | 8'  |

| II Récit expressif C–g3 |                    |    |
| 7.                      | Gambe              | 8' |
| 8.                      | Bourdon harmonique | 8' |
| 9.                      | Flûte harmonique   | 4' |
| 10.                     | Basson hautbois    | 8' |

| Pédale C–d1 |                    |     |
| 11.         | Soubasse (= Nr. 1) | 16' |

- Appel Trompette 8'
- II/I, I/II (sur la première octave), I/P

## Galerie d'images

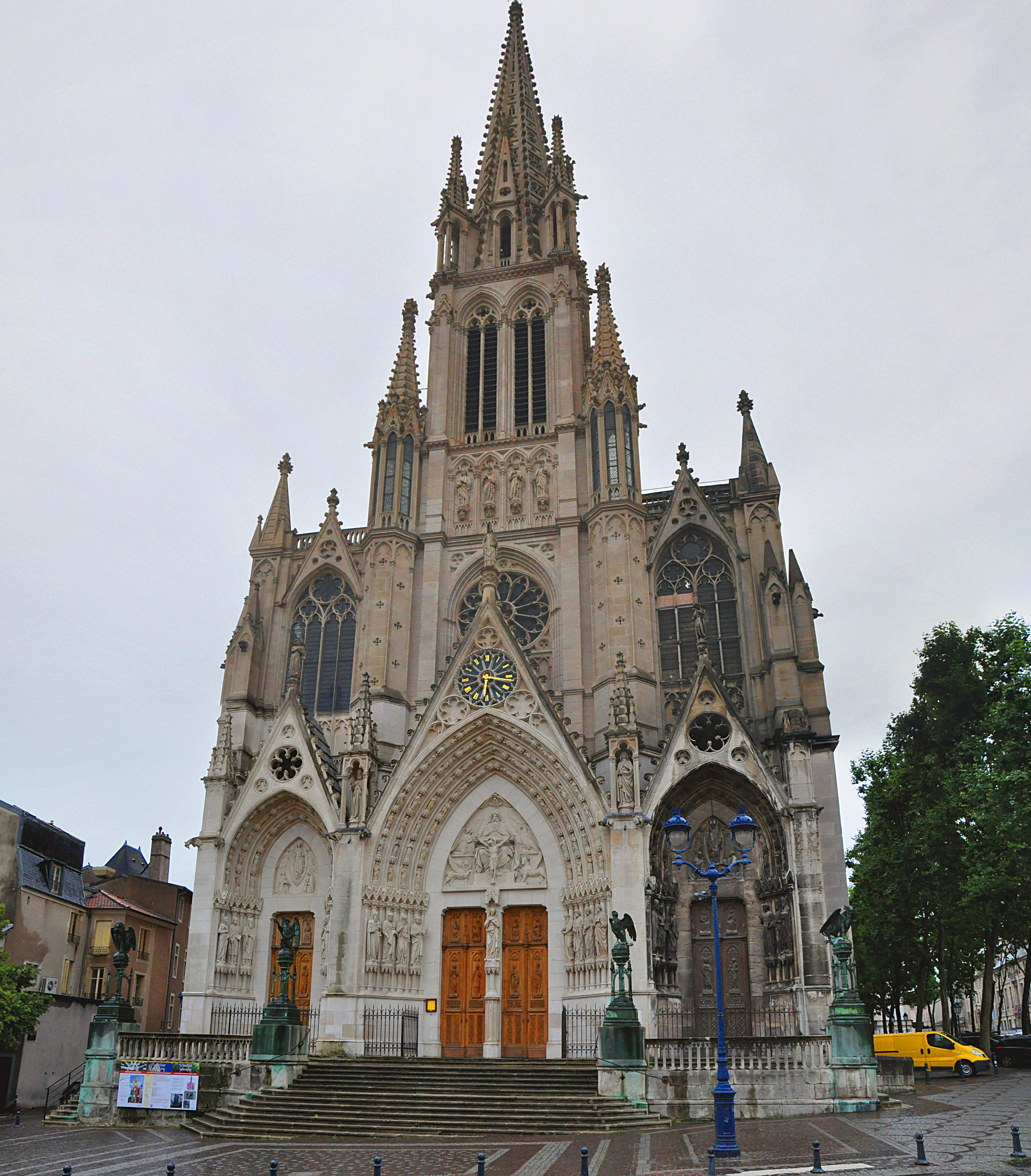
La façade en 2014.
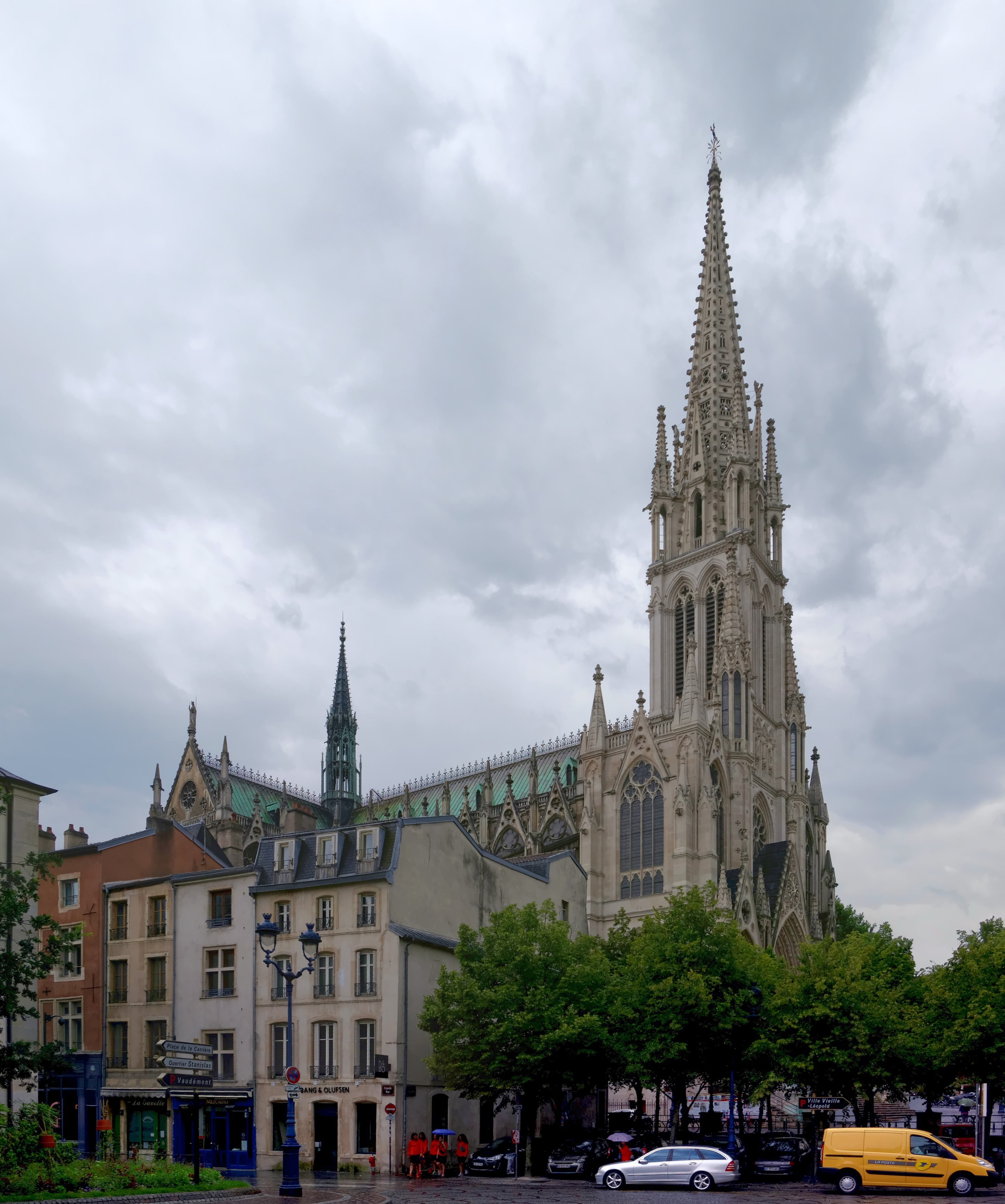
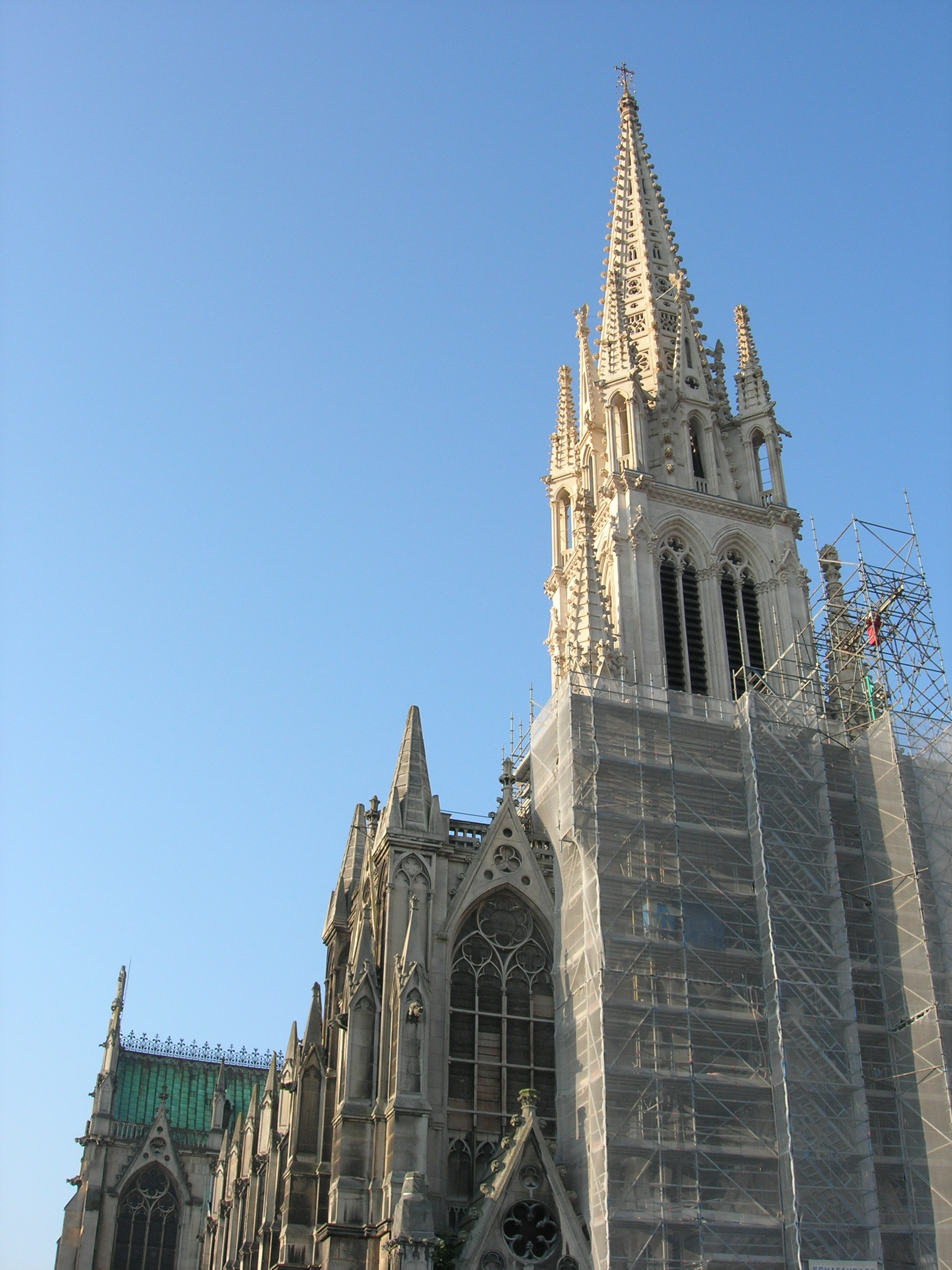
Les travaux en 2008.
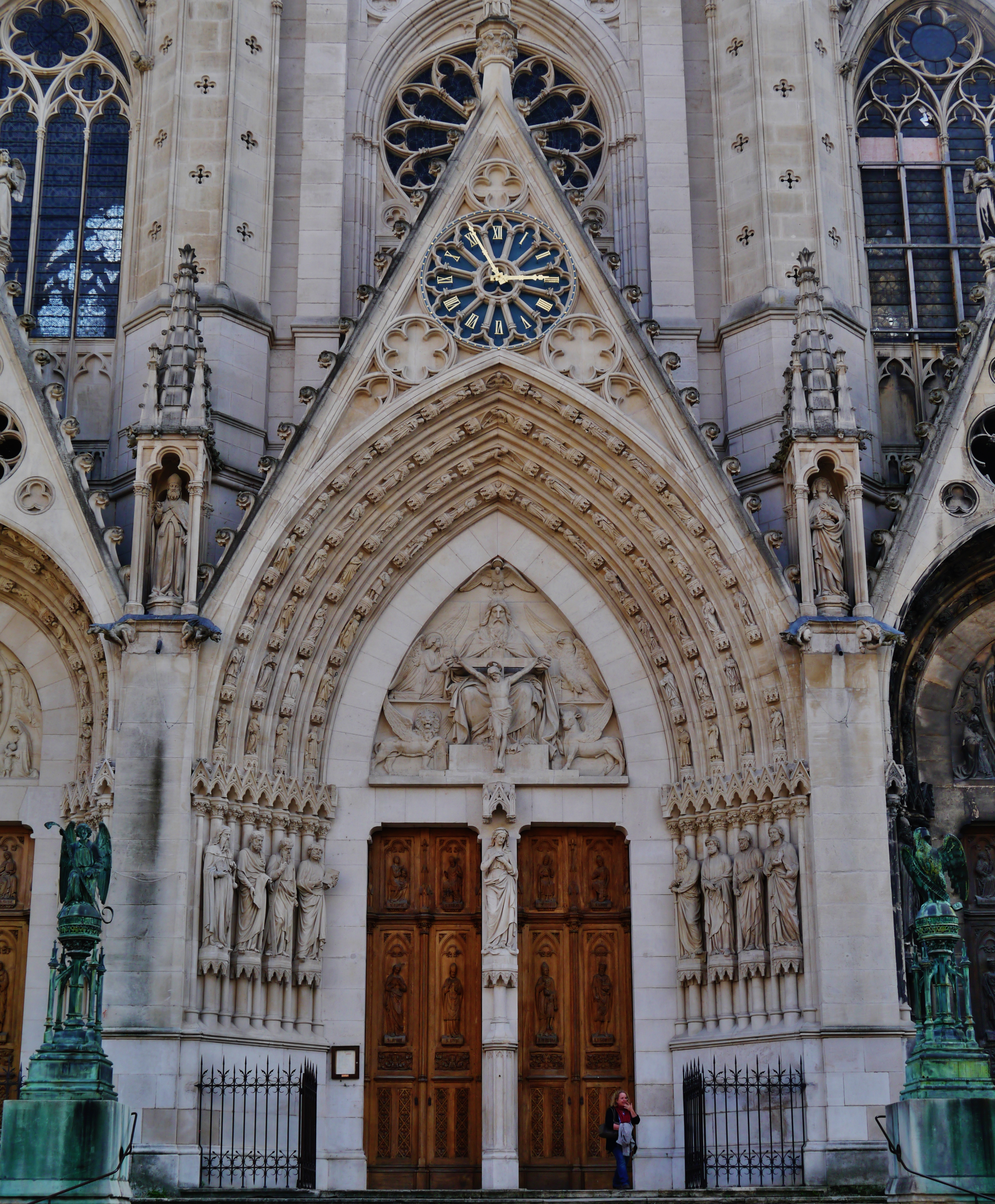
Détail du portail.
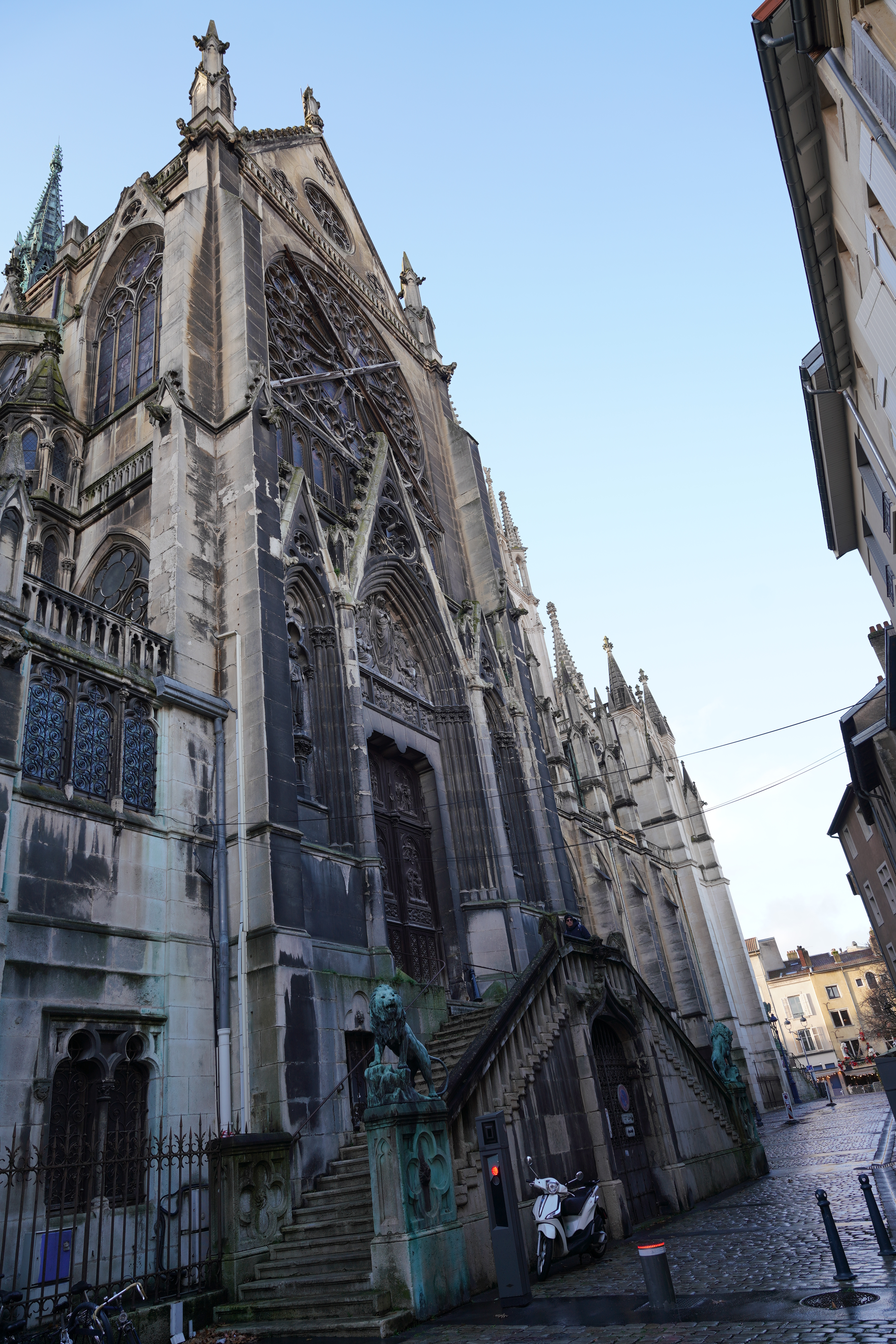
Portail oriental rue Pierre-Gringoire.
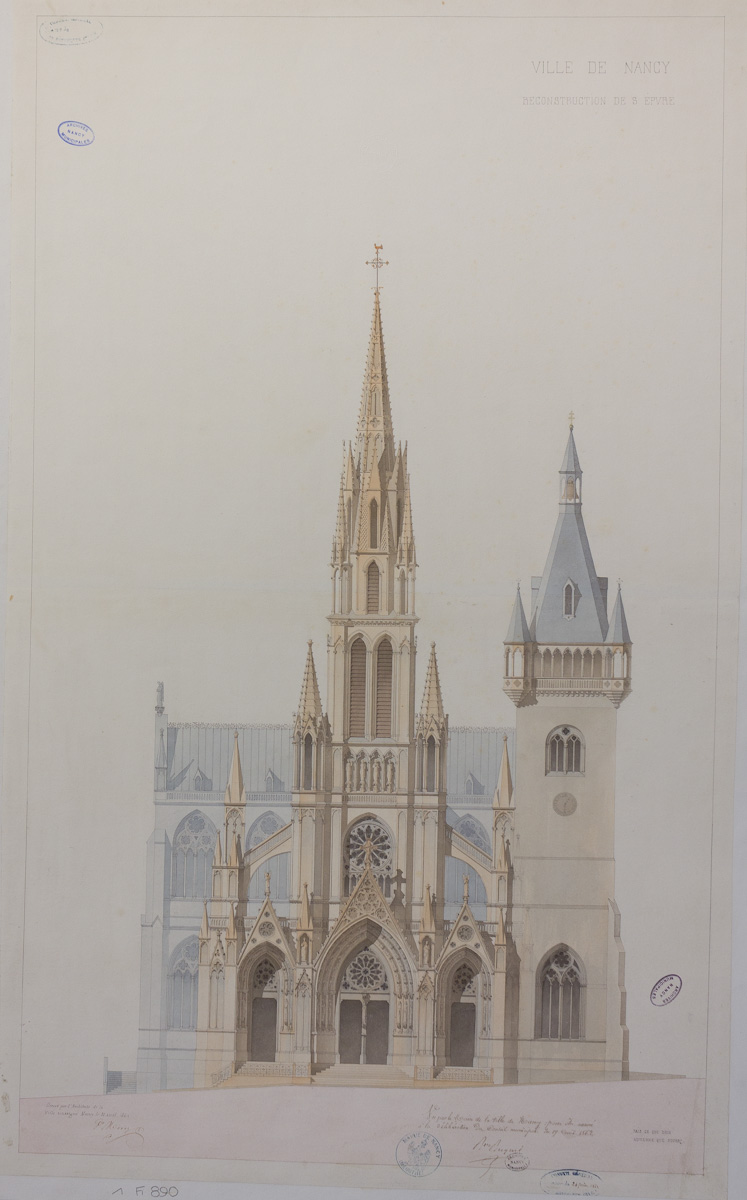
Projet initial avec ancien clocher.
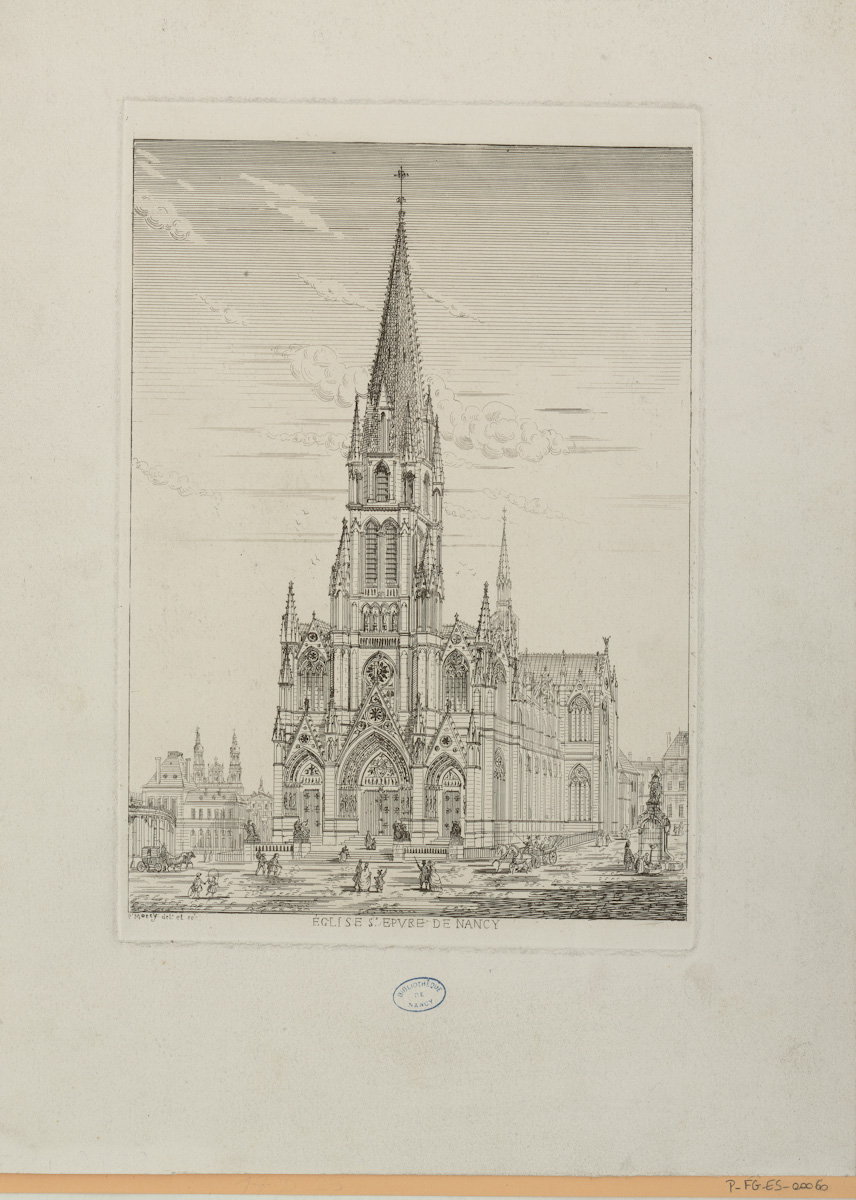
Dessin de Prosper Morey.
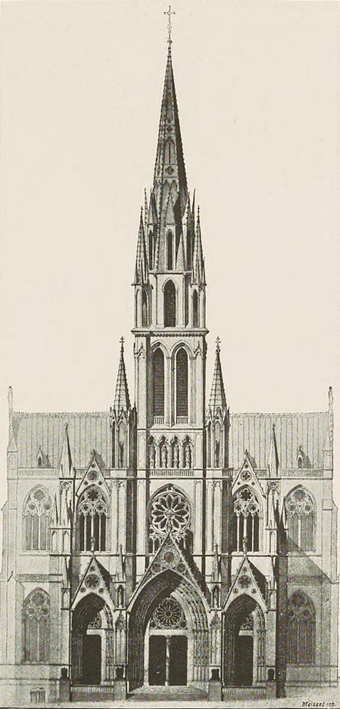
Deuxième projet de façade pour la reconstruction, lithographie de Prosper Morey.
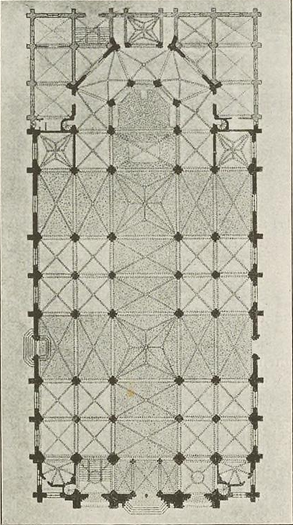
Plan proposé par Léopold Gigout en 1862.